# Lethbridge (motorfiets)
Lethbridge is een historisch merk van motorfietsen.
De bedrijfsnaam was: Lethbridge Motors Ltd., Birmingham.
Lethbridge was een Engels merk een eigen motorblok had met twee kleine ingebouwde vliegwielen in plaats van het gebruikelijke grote vliegwiel buiten het carter. De motor had een reinigingselement dat ook zorgde voor koeling van de bougiepunten.
Daarnaast gebruikte men 247-, 269- en 293cc-Villiers-tweetaktmotoren. De machines hadden een Burman-tweeversnellingsbak, een koppeling, kickstarter en kettingaandrijving. Verder werd een 348cc-model aangeboden met een Blackburne viertaktmotor met drie versnellingen, trommelremmen en een Maplestone voorvork. Alle modellen konden worden geleverd met elektrische verlichting.
Vooral door de kettingaandrijving en de elektrische verlichting waren de Lethbridge-motorfietsen tamelijk modern, maar toch werden ze alleen in 1922 en 1923 geproduceerd.